# 캐릭터라인

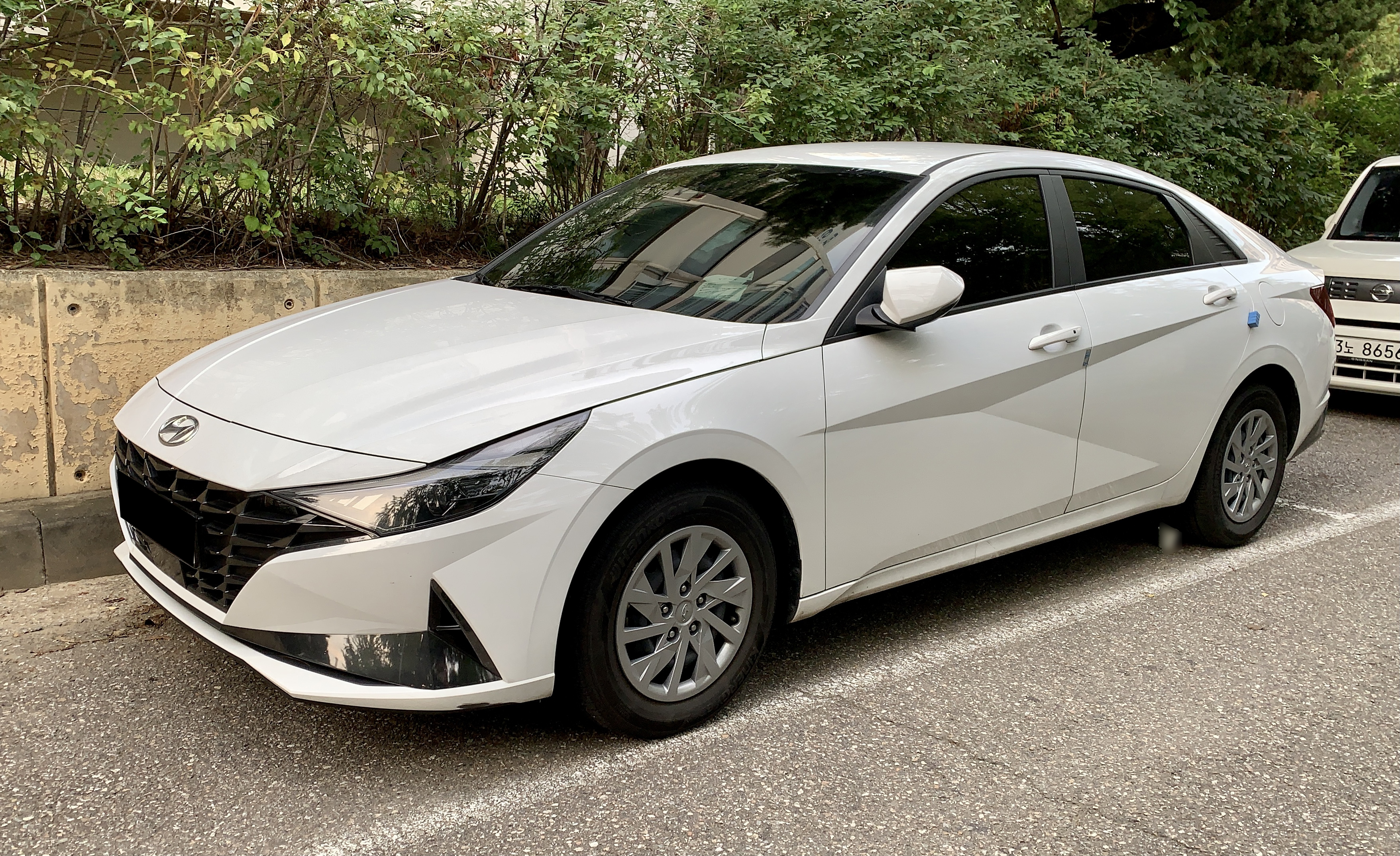
현대 아반떼 CN7 옆면의 캐릭터라인

캐릭터라인(character line)은 자동차의 차체 옆면 가운데 수평으로 그은 디자인 라인 또는 밴드를 말한다. 캐릭터라인은 차체의 옆면에 있는 디자인 라인으로서 차체를 튀어나오거나 들어가도록 볼륨을 주기도 한다. 차량의 차체와 옆 유리창을 구분하는 '벨트라인' 아래에 주로 있는데, 형태가 매우 다양하다. 캐릭터라인의 위치나 모양은 자동차 종류에 따라 제각각이지만, 일반적으로 차체 측면에서 앞문과 뒷문의 도어핸들 부근을 지나가는 곳에 있다. 자동차 브랜드마다의 아이덴티티로 작용하는 경우도 있다.